# (5351) Diderot
(5351) Diderot es un asteroide perteneciente al cinturón de asteroides, descubierto el 26 de septiembre de 1989 por Eric Walter Elst desde el Observatorio de La Silla, Chile.

## Designación y nombre
Designado provisionalmente como 1989 SG5. Fue nombrado Diderot en honor al autor francés de dramas, novelas y ensayos filosóficos, Denis Diderot. Junto con d'Alembert, será recordado por su Enciclopedia, una gran tarea que le llevó casi 20 años de su vida y resultó en un recopilatorio de más de mil artículos sobre filosofía, literatura, religión, política, economía y ciencias aplicadas.

## Características orbitales
Diderot está situado a una distancia media del Sol de 2,426 ua, pudiendo alejarse hasta 2,774 ua y acercarse hasta 2,078 ua. Su excentricidad es 0,143 y la inclinación orbital 5,596 grados. Emplea 1380,44 días en completar una órbita alrededor del Sol.

## Características físicas
La magnitud absoluta de Diderot es 13,2. Tiene 3,662 km de diámetro y su albedo se estima en 0,831. 